# کلیسای جامع تجلی در اودسا
کلیسای جامع تجلی در اودسا یک کلیسای جامع ارتدکس در اودسا، اوکراین است که اهداشده به تجلی عیسی و متعلق به کلیسای ارتدکس اوکراینی (اسقف‌نشین مسکو) است. این کلیسا در ۲۳ ژوئیه توسط حملهٔ موشکی روسیه به‌شدت آسیب دید.

## نگارخانه

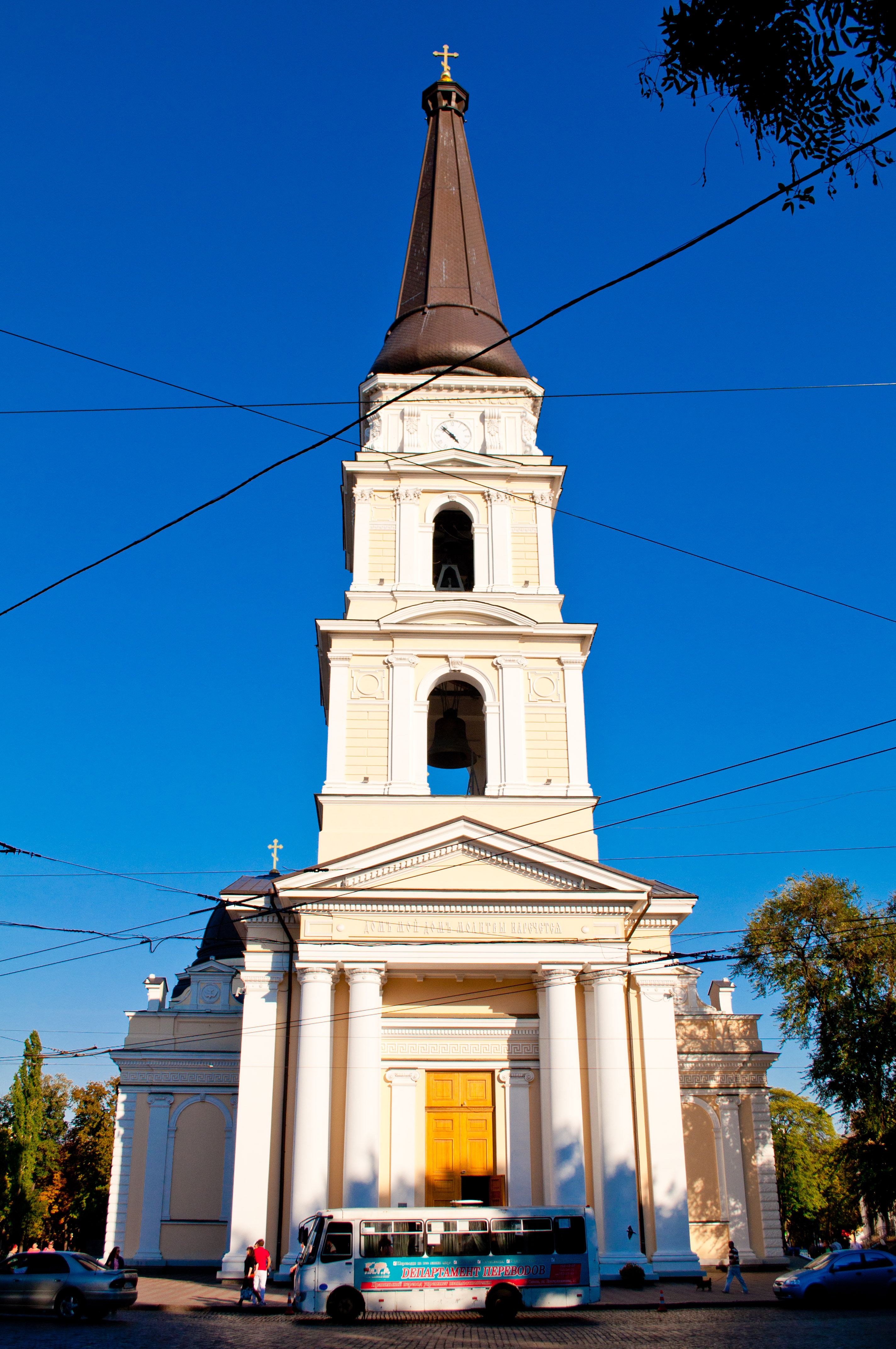
برج ناقوس و ورودی اصلی
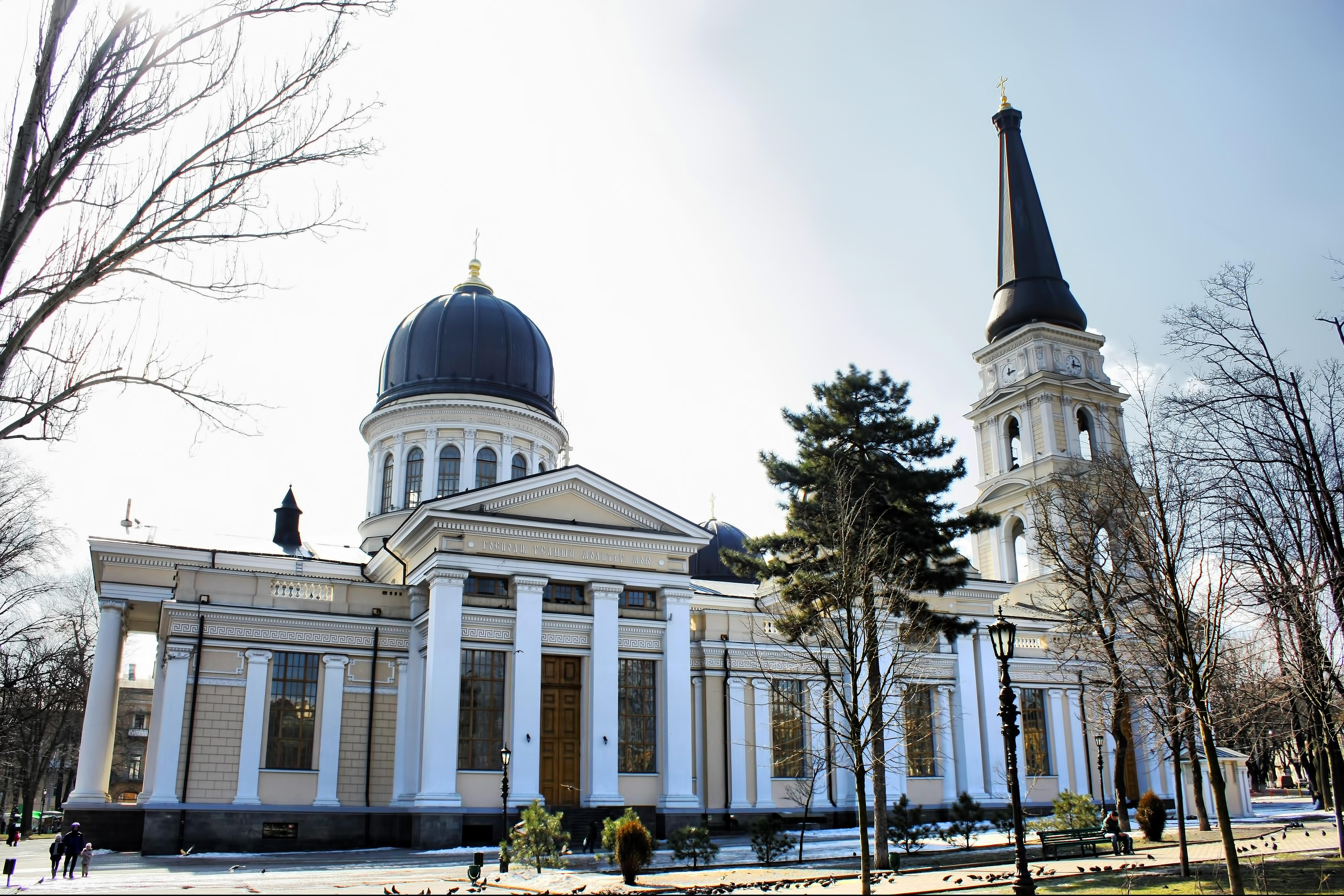
نمای کلی
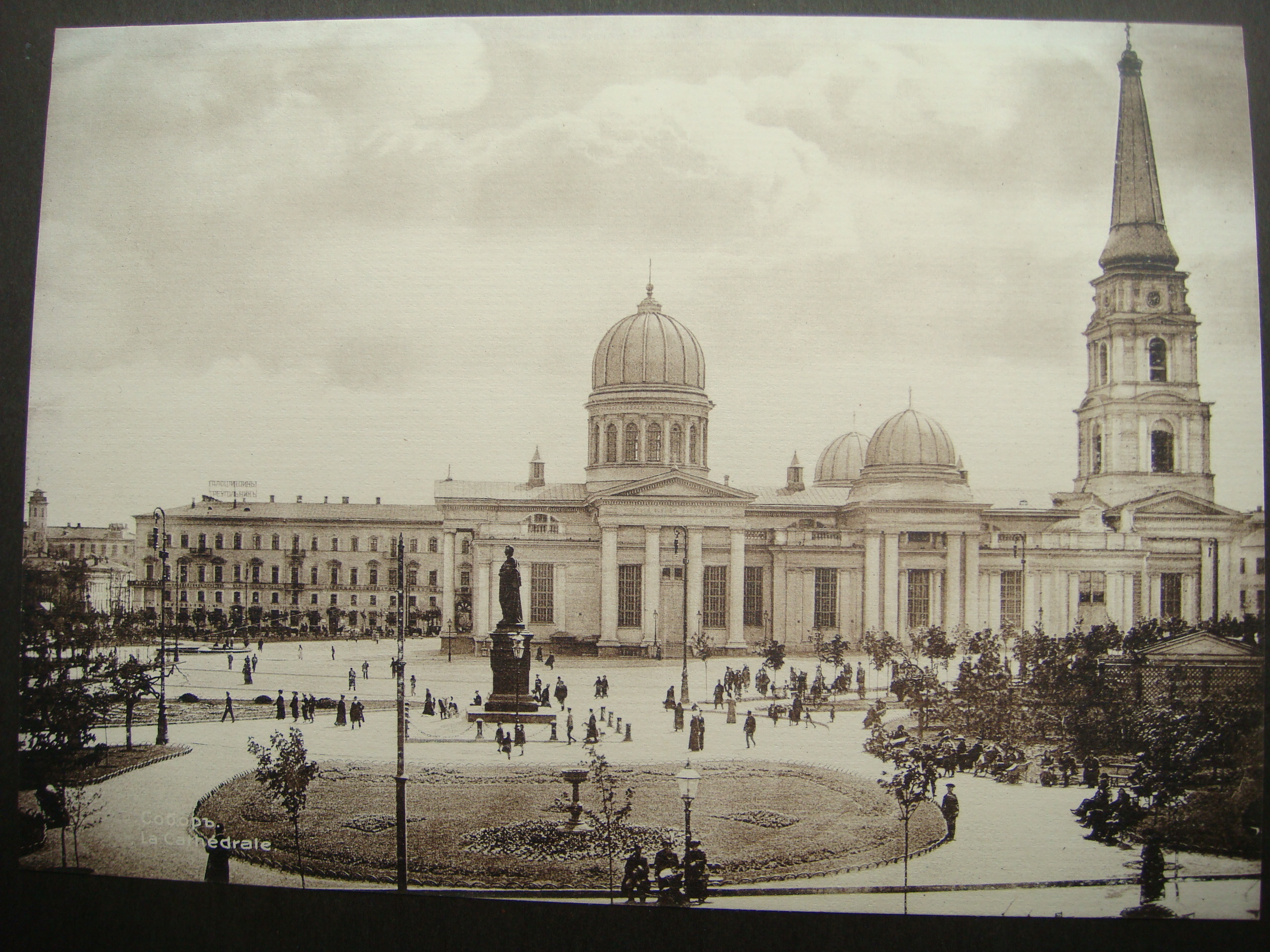
میدان کلیسا در اوایل سدهٔ بیسم میلادی
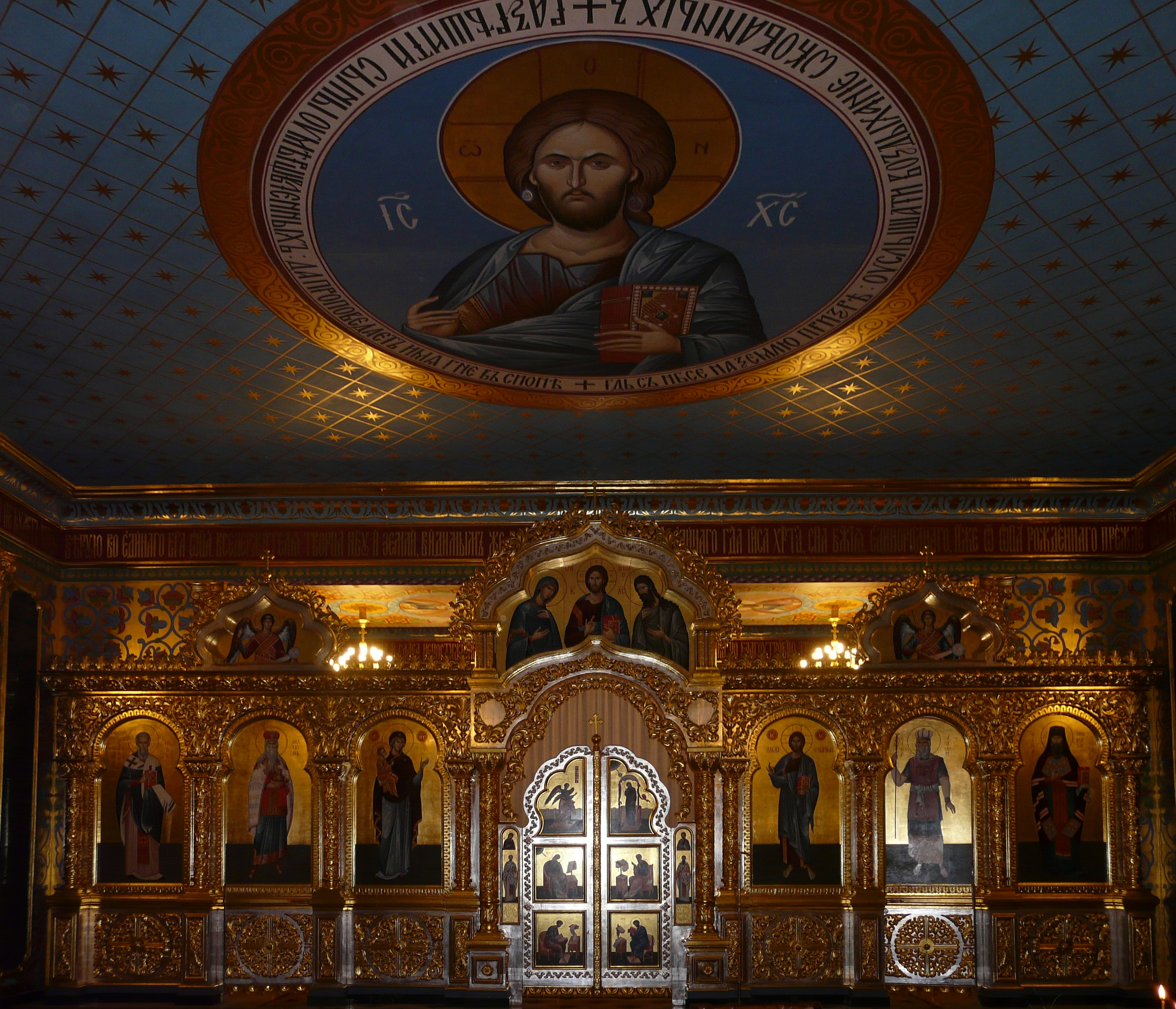
صفحهٔ نگارگری در یک نمازخانهٔ جانبی
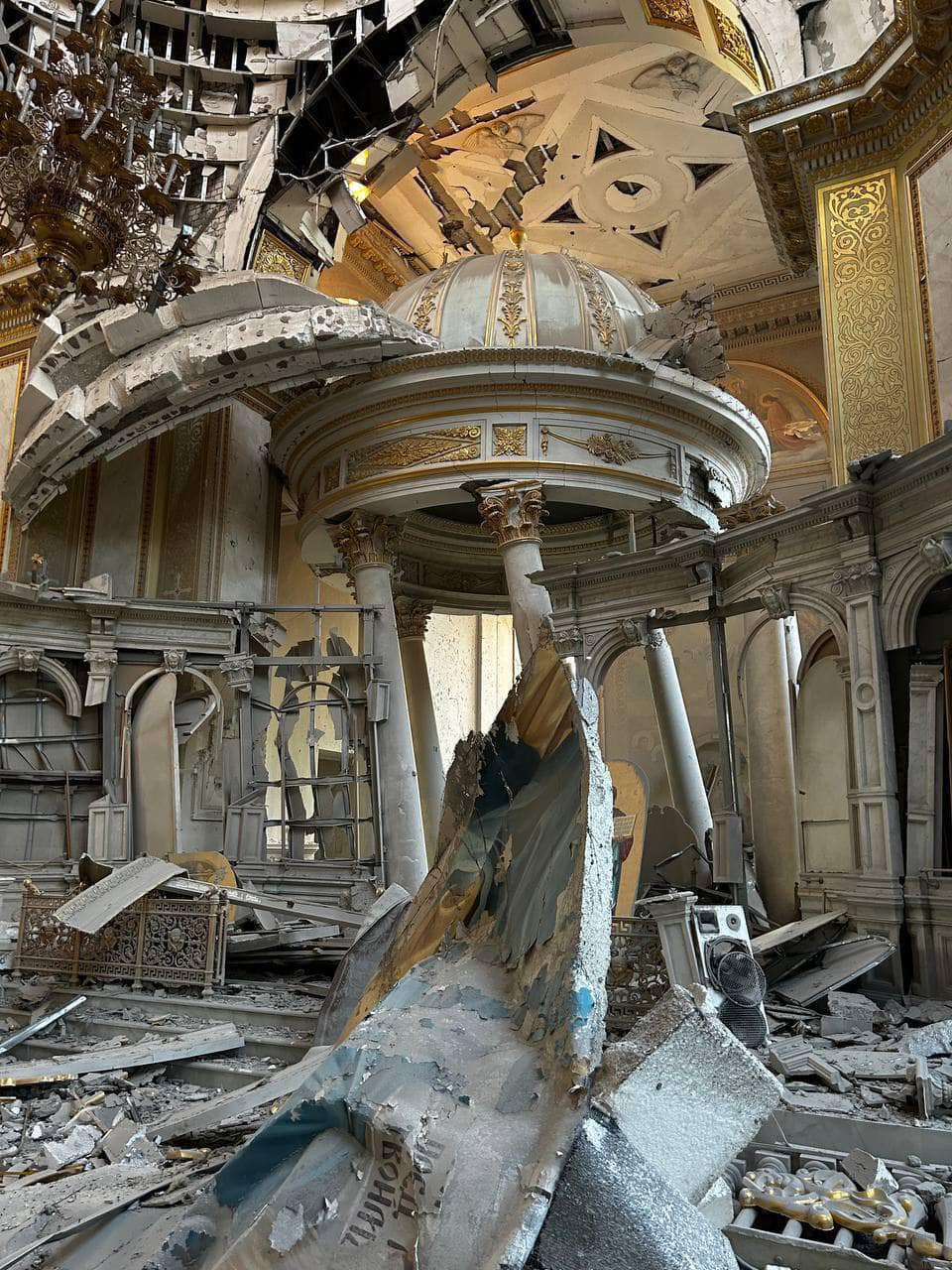
ورودی کلیسا پس از حملهٔ موشکی
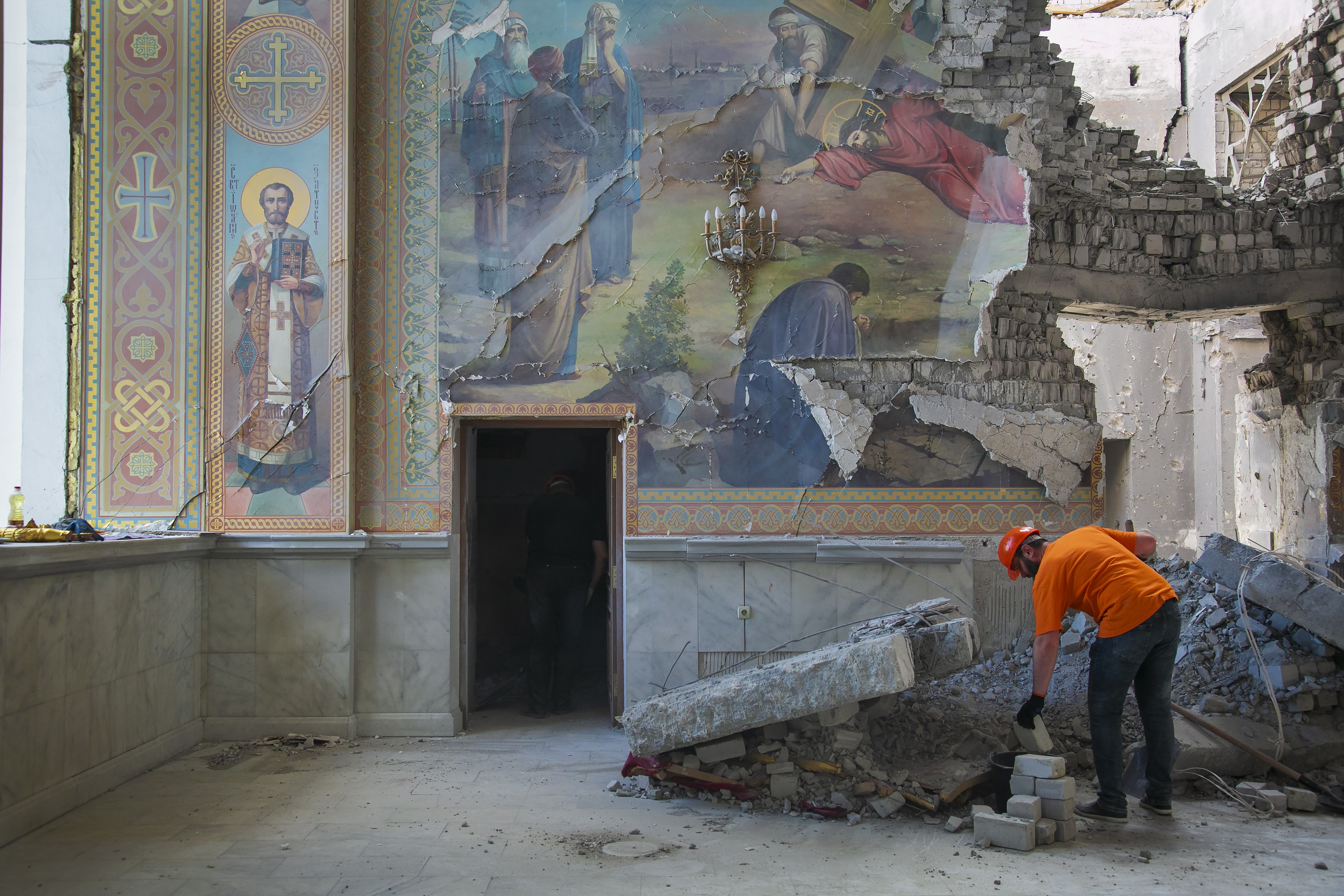
تخریب دیوارنگاره‌های کلیسا در پی حملات موشکی روسیه به تاریخ ۲۳ ژوئیه ۲۰۲۳ م.